# Primera B 2001 (Colombia)
La  Temporada 2001 de la Primera B, conocida como Copa Águila 2001 por motivos comerciales, fue la decimotercera de la segunda división del fútbol profesional colombiano.

## Sistema de juego
Los 16 equipos participantes jugaron 20 fechas, primero se dividieron en 4 grupos de 4 donde jugaron 6 fechas, luego se dividieron en 2 grupos de 8 para jugar otras 14 fechas. Los 8 primeros de la tabla de posiciones van a la siguiente ronda; donde se distribuyeron en 2 cuadrangulares de 4 equipos, en los cuales los dos primeros clasificaron a la siguiente ronda; y finalmente el cuadrangular final, en el cual el líder sería el campeón y lograría el ascenso a la Primera A en su temporada 2002.

## Datos de los clubes

### Relevo anual de clubes
| Ascendido a la Primera A                         |
| ------------------------------------------------ |
| Deportivo Pereira (Campeón de la Primera B 2000) |

| Descendido a la Primera B                                  |
| ---------------------------------------------------------- |
| Deportes Quindío (Peor promedio acumulado en la Primera A) |

| Ascendido a la Primera B                  |
| ----------------------------------------- |
| El Cerrito (Campeón de la Primera C 2000) |

| Descendido a la Primera C                       |
| ----------------------------------------------- |
| Cooperamos Tolima (Peor Puntaje Primera B 2000) |

### Equipos participantes
- El C. D. Soledad cambia de denominación y de sede para convertirse en el Atlético Barranquilla.
- Unión Meta desaparece y Chicó F. C. compite con su ficha que pertenece al Cortuluá que previamente se la había comprado a América de Cali.[1]
- Lanceros Fair Play cambia de denominación y de sede para convertirse en el Club Fair Play en Chía.

| Equipo                        | Ciudad/Municipio | Estadio                                |
| ----------------------------- | ---------------- | -------------------------------------- |
| Alianza Petrolera             | Barrancabermeja  | Estadio Daniel Villa Zapata            |
| Atlético Barranquilla         | Barranquilla     | Romelio Martínez                       |
| Bello F.C.                    | Bello            | Estadio Tulio Ospina                   |
| Chicó F. C.                   | Bogotá           | Parque Estadio Olaya Herrera           |
| Club Fair Play                | Chía             | Estadio La Luna                        |
| Cúcuta Deportivo              | Cúcuta           | Estadio General Santander              |
| Deportes Quindío              | Armenia          | Estadio Centenario                     |
| Deportivo Rionegro            | Rionegro         | Estadio Alberto Grisales               |
| El Cóndor                     | Bogotá           | Estadio Campincito                     |
| Escuela Carlos Sarmiento Lora | Cali             | Estadio Olímpico Pascual Guerrero      |
| El Cerrito                    | El Cerrito       | Estadio Alfredo Vásquez Cobo           |
| Expreso Palmira               | Palmira          | Estadio Francisco Rivera Escobar       |
| Girardot F.C.                 | Girardot         | Estadio Luis Antonio Duque Peña        |
| Itagüí F.C.                   | Itagüí           | Estadio Metropolitano Ciudad de Itagüí |
| Unión Magdalena               | Santa Marta      | Estadio Eduardo Santos                 |
| Unión Soacha                  | Soacha           | Estadio Luis Carlos Galán Sarmiento    |

## Todos contra todos
| Pos | Equipo                        | Pts | PJ | PG | PE | PP | GF | GC | Dif |
| --- | ----------------------------- | --- | -- | -- | -- | -- | -- | -- | --- |
| 1.  | Deportes Quindío              | 41  | 20 | 12 | 5  | 3  | 26 | 13 | 13  |
| 2.  | Chicó F. C.                   | 38  | 20 | 11 | 5  | 4  | 28 | 11 | 17  |
| 3.  | Bello F. C.                   | 38  | 20 | 11 | 5  | 4  | 32 | 21 | 11  |
| 4.  | Unión Magdalena               | 32  | 20 | 9  | 5  | 6  | 26 | 15 | 11  |
| 5.  | Deportivo Rionegro            | 32  | 20 | 9  | 5  | 6  | 37 | 29 | 8   |
| 6.  | Cúcuta Deportivo              | 31  | 20 | 9  | 4  | 7  | 21 | 21 | 0   |
| 7.  | Girardot F. C.                | 28  | 20 | 7  | 7  | 6  | 26 | 24 | 2   |
| 8.  | Expreso Palmira               | 28  | 20 | 7  | 7  | 6  | 26 | 26 | 0   |
| 9.  | El Cóndor                     | 27  | 20 | 7  | 6  | 7  | 20 | 24 | -4  |
| 10. | Alianza Petrolera             | 26  | 20 | 8  | 2  | 10 | 24 | 28 | -4  |
| 11. | Atlético Barranquilla         | 26  | 20 | 8  | 2  | 10 | 25 | 34 | -9  |
| 12. | Club Fair Play                | 23  | 20 | 6  | 5  | 9  | 19 | 30 | -11 |
| 13. | Unión Soacha                  | 20  | 20 | 5  | 5  | 10 | 20 | 20 | 0   |
| 14. | El Cerrito                    | 19  | 20 | 4  | 7  | 9  | 21 | 32 | -11 |
| 15. | Escuela Carlos Sarmiento Lora | 18  | 20 | 4  | 6  | 10 | 20 | 29 | -9  |
| 16. | Itagüí F. C.                  | 11  | 20 | 1  | 8  | 11 | 25 | 39 | -14 |

 Pts=Puntos; PJ=Partidos jugados; G=Partidos ganados; E=Partidos empatados; P=Partidos perdidos; GF=Goles a favor; GC=Goles en contra; Dif=Diferencia de gol
|  | Clasificados a los cuadrangulares semifinales. |
|  | Eliminados                                     |

## Cuadrangulares semifinales

### Grupo A
| Pos | Equipo             | Pts | PJ | PG | PE | PP | GF | GC | Dif |
| --- | ------------------ | --- | -- | -- | -- | -- | -- | -- | --- |
| 1.  | Deportes Quindío   | 14  | 6  | 4  | 2  | 0  | 10 | 3  | 7   |
| 2.  | Deportivo Rionegro | 11  | 6  | 3  | 2  | 1  | 6  | 6  | 0   |
| 3.  | Bello F. C.        | 8   | 6  | 2  | 2  | 2  | 6  | 4  | 2   |
| 4.  | Girardot F. C.     | 0   | 6  | 0  | 0  | 6  | 0  | 9  | -9  |

| Grupo A            | BFC | QUI | RIO | GFC |
| Bello F. C.        |     | 0:0 | 1:1 | 3:0 |
| Deportes Quindío   | 2:1 |     | 4:1 | 1:0 |
| Deportivo Rionegro | 1:0 | 1:1 |     | 1:0 |
| Girardot F. C.     | 0:1 | 0:2 | 0:1 |     |

|  | Avanzan al cuadrangular final. |

### Grupo B
| Pos | Equipo           | Pts | PJ | PG | PE | PP | GF | GC | Dif |
| --- | ---------------- | --- | -- | -- | -- | -- | -- | -- | --- |
| 1.  | Chicó F. C.      | 14  | 6  | 4  | 2  | 0  | 12 | 4  | 8   |
| 2.  | Unión Magdalena  | 11  | 6  | 3  | 2  | 1  | 9  | 8  | 1   |
| 3.  | Cúcuta Deportivo | 5   | 6  | 1  | 2  | 3  | 4  | 7  | -3  |
| 4.  | Expreso Palmira  | 3   | 6  | 1  | 0  | 5  | 4  | 10 | -6  |

| Grupo B          | CHI | CUC | EXP | UNI |
| Chicó F. C.      |     | 2:0 | 2:0 | 3:0 |
| Cúcuta Deportivo | 0:0 |     | 2:0 | 2:2 |
| Expreso Palmira  | 2:3 | 1:0 |     | 0:1 |
| Unión Magdalena  | 2:2 | 2:0 | 2:1 |     |

|  | Avanzan al cuadrangular final. |

## Cuadrangular final
| Pos | Equipo             | Pts | PJ | PG | PE | PP | GF | GC | Dif |
| --- | ------------------ | --- | -- | -- | -- | -- | -- | -- | --- |
| 1.  | Deportes Quindío   | 14  | 6  | 4  | 2  | 0  | 12 | 5  | 7   |
| 2.  | Deportivo Rionegro | 7   | 6  | 2  | 1  | 3  | 11 | 12 | -1  |
| 3.  | Unión Magdalena    | 7   | 6  | 2  | 1  | 3  | 8  | 12 | -4  |
| 4.  | Chicó F. C.        | 5   | 6  | 1  | 2  | 3  | 10 | 12 | -2  |

| Grupo A            | CHI | QUI | RIO | UNI |
| Chicó F. C.        |     | 1:2 | 2:3 | 1:0 |
| Deportes Quindío   | 1:1 |     | 3:1 | 4:1 |
| Deportivo Rionegro | 3:3 | 0:1 |     | 1:2 |
| Unión Magdalena    | 3:2 | 1:1 | 1:3 |     |

 Pts=Puntos; PJ=Partidos jugados; G=Partidos ganados; E=Partidos empatados; P=Partidos perdidos; GF=Goles a favor; GC=Goles en contra; DIF=Diferencia de gol
|  | Campeón, asciende a la Primera A en 2002. |

|                                      |
| Bandera de Colombia                  |
| Campeón Deportes Quindío 1.er título |

## Goleadores
| Jugador           | Equipo             | Goles |
| ----------------- | ------------------ | ----- |
| Edinson Castro    | Deportivo Rionegro | 15    |
| Luis Eduardo Lara | Deportes Quindío   | 14    |
| Diego Álvarez     | Itagüí F. C.       | 10    |
| Óscar A. León     | Deportes Quindío   | 10    |
| Andrés Buelvas    | Unión Magdalena    | 10    |

## Triangular de promoción
La Asamblea General de la Dimayor aprobó la expansión de equipos en la Primera A de 16 a 18 equipos, lo cual hizo que se realizara un triangular de ascenso entre el descendido de la temporada 2001, Atlético Bucaramanga, y los dos afiliados a la Dimayor en la Primera B, Cúcuta Deportivo y Unión Magdalena. El 16 y 18 de diciembre el Unión Magdalena consagró su regreso a Primera División con sus victorias 2-0 contra los dos rivales de turno, lo cual le dio el título de campeón del Triangular de Promoción 2001. El segundo lugar lo ocupó el Atlético Bucaramanga completando así los 18 equipos para la siguiente temporada.

### Resultados
| Pos | Equipo               | Pts | PJ | PG | PE | PP | GF | GC | Dif |
| --- | -------------------- | --- | -- | -- | -- | -- | -- | -- | --- |
| 1.  | Unión Magdalena      | 6   | 2  | 2  | 0  | 0  | 4  | 0  | 4   |
| 2.  | Atlético Bucaramanga | 1   | 2  | 0  | 1  | 1  | 0  | 2  | -2  |
| 3.  | Cúcuta Deportivo     | 1   | 2  | 0  | 1  | 1  | 0  | 2  | -2  |

|  | Ascienden a la Primera A en 2002 |

| 16 de diciembre de 2001 | Cúcuta Deportivo | 0:2 (0:0) | Unión Magdalena                       | Estadio Pedro de Heredia, Cartagena |  |
|                         |                  |           | Edson Zárate 60' · Ervin Maturana 75' |                                     |  |

| 18 de diciembre de 2001 | Atlético Bucaramanga | 0:2 (0:1) | Unión Magdalena         | Estadio Pedro de Heredia, Cartagena |  |
|                         |                      |           | Andrés Buelvas 18', 55' |                                     |  |

| 20 de diciembre de 2001 | Cúcuta Deportivo | 0:0 (3:5 p.) | Atlético Bucaramanga | Estadio Pedro de Heredia, Cartagena |  |